# José João Altafini
José João Altafini, mais conhecido no Brasil como Mazzola (Piracicaba, 24 de julho de 1938), é um ex-futebolista ítalo-brasileiro, campeão do mundial com a Seleção Brasileira em 1958.

## Biografia
Mazzola radicou-se desde a juventude na Itália, onde é o quarto maior artilheiro da história da Serie A, ao lado de Giuseppe Meazza, com 216 gols. Deteve sozinho por décadas o recorde de gols em uma única edição de Liga dos Campeões, com catorze gols marcados, até Cristiano Ronaldo Superá-lo, na edição de 2013-14. Conseguiu tal feito quando jogava pelo Milan.
Casou-se com Eleana D'Addio, em 1959, com quem teve duas filhas: Patricia, casada com o jornalista e escritor Pedro Oswaldo Nastri, e Cristina, casada com Salvatore Marco Pulvirenti. Ambas nasceram em Milão, na Itália, e residem no Brasil. No fim da década de 1960 protagonizou um caso de adultério quando envolveu-se com a esposa do companheiro de equipe Paolo Barison do Napoli.

### Carreira nos clubes
Com a alcunha de Mazzola (pela semelhança física com o craque italiano Valentino Mazzola), Altafini iniciou sua carreira no Palmeiras até ser convocado para a seleção brasileira, pela qual disputou os dois primeiros jogos da Copa do Mundo de 1958 — depois acabou dando lugar ao estreante Pelé. Após a Copa, começou sua carreira na Itália, com o Milan, ainda em 1958. Sua estreia foi em 21 de setembro e, em sua primeira temporada, jogou 32 partidas, marcando 28 gols, ganhando o título no percurso. Seu primeiro gol na liga foi em 5 de outubro, em uma vitória contra o Bari. O Milan ganhou o título novamente em 1962, quando Altafini foi um dos artilheiros da competição, com 22 gols em 33 partidas.
Em 1965, Altafini juntou-se ao Napoli, onde ficou até 1972. Naquele ano o Napoli ironicamente perdeu por 2 a 0 na final da Copa da Itália para o clube anterior de Altafini, o Milan.
Depois de jogar pelo Napoli, juntou-se à Juventus e perdeu outra final de copa, em 1973. Ele ganhou, no entanto, mais dois títulos do campeonato: em 1973 e 1975. Quando deixou a Juventus, em 1976, Altafini tinha jogado 459 jogos na Serie A e marcado 216 gols, apesar de tê-los feito em grande parte no começo de sua carreira. De fato, ele apenas marcou 53 gols em suas últimas oito temporadas na Itália, enquanto havia marcado 134 em suas oito primeiras.
Ele se juntou ao Chiasso e então ao Mendrisio (ambos na Suíça italiana) após deixar a Itália e jogou por mais quatro temporadas antes de se aposentar, aos 42 anos de idade.
Deteve, por quarenta anos, a marca de maior artilheiro em uma edição da Liga dos Campeões da Europa, com catorze gols marcados, feito realizado na edição de 1962–63. O recorde seria igualado por Lionel Messi e Cristiano Ronaldo, com o último superando o recorde na temporada de 2013–14, com dezessete gols.

### Seleções brasileira e italiana

Em 1958

Mazzola fez parte da campanha vitoriosa do Brasil na Copa do Mundo em 1958, sendo inclusive o autor do primeiro gol brasileiro naquela Copa, contra a Áustria.
Ele seria convocado novamente para 1962, mas por questões políticas da época, ele não foi convocado pela Seleção Brasileira. Por ser neto de italianos, Altafini é também cidadão italiano. Assim, jogou aquele mundial pela Squadra Azzurra, como José João Altafini, ao invés do antigo apelido Mazzola.
Atualmente ele trabalha como comentarista esportivo em uma TV italiana. Emprestou sua voz, em língua italiana, ao videogame Pro Evolution Soccer 2009.

## Títulos[6]
Milan
- Campeonato Italiano: 1958–59, 1961–62
- Liga dos Campeões da UEFA : 1962–63

Juventus
- Campeonato Italiano: 1972–73, 1974–75

Seleção Brasileira
- Copa do Mundo: 1958